# Kumba
 Kumba és un gènere de peixos actinopterigis de la família dels macrúrids i de l'ordre dels gadiformes.

## Taxonomia
- Kumba calvifrons (Iwamoto & Sazonov, 1994)
- Kumba dentoni (Marshall, 1973)[2]
- Kumba gymnorhynchus (Iwamoto & Sazonov, 1994)
- Kumba hebetata (Gilbert, 1905)
- Kumba japonica (Matsubara, 1943)
- Kumba maculisquama (Trunov, 1981)
- Kumba musorstom (Merrett & Iwamoto, 2000)[3]
- Kumba punctulata (Iwamoto & Sazonov, 1994)[4][5][6][7][8][9][10]